# Syleus niger
Syleus niger is een hooiwagen uit de familie Sclerosomatidae.